# Gottfried Keller (Komponist)
Gottfried (Godfrey) Keller (* um 1650, vermutlich in Deutschland; † November 1704 in London) war ein Musiker und Komponist der Barockzeit. 

## Leben
Gottfried Keller übersiedelte nach London und soll dort vor allem als Cembalist, Continuo-Spieler, Kirchenmusiker und als Musiklehrer gewirkt haben. 
Von Keller ist eine Sammlung mit sechs Sonaten überliefert. Drei Sonaten à 5, für 2 Violinen, Trompete oder Oboe, Viola und B.c. und weitere drei Triosonaten für zwei Flöten, Oboen oder Violinen und B.c., deren Widmungsträgerin Königin Anne ist. 1709 erschienen bei Estienne Roger 6 Triosonaten für 2 Flöten und B.c. unter Kellers Namen.
Keller ist Autor einer posthum veröffentlichten Generalbassmethode A Compleat Method for attaining to Play a Thorough Bass upon either Organ, Harpsichord, or Theorbo-lute..... (John Cullen, 1707) 
Der Hofmusiker George Bingham stellte vier Sammlungen mit insgesamt 173 Airs Anglois mehrerer Komponisten zusammen, die im Verlag Le Cêne zwischen 1702 und 1706 erschienen. Die Sammlungen enthalten hauptsächlich Werke Binghams und Gottfried Fingers, Keller ist mit zwei Werken vertreten.